# John Lawton

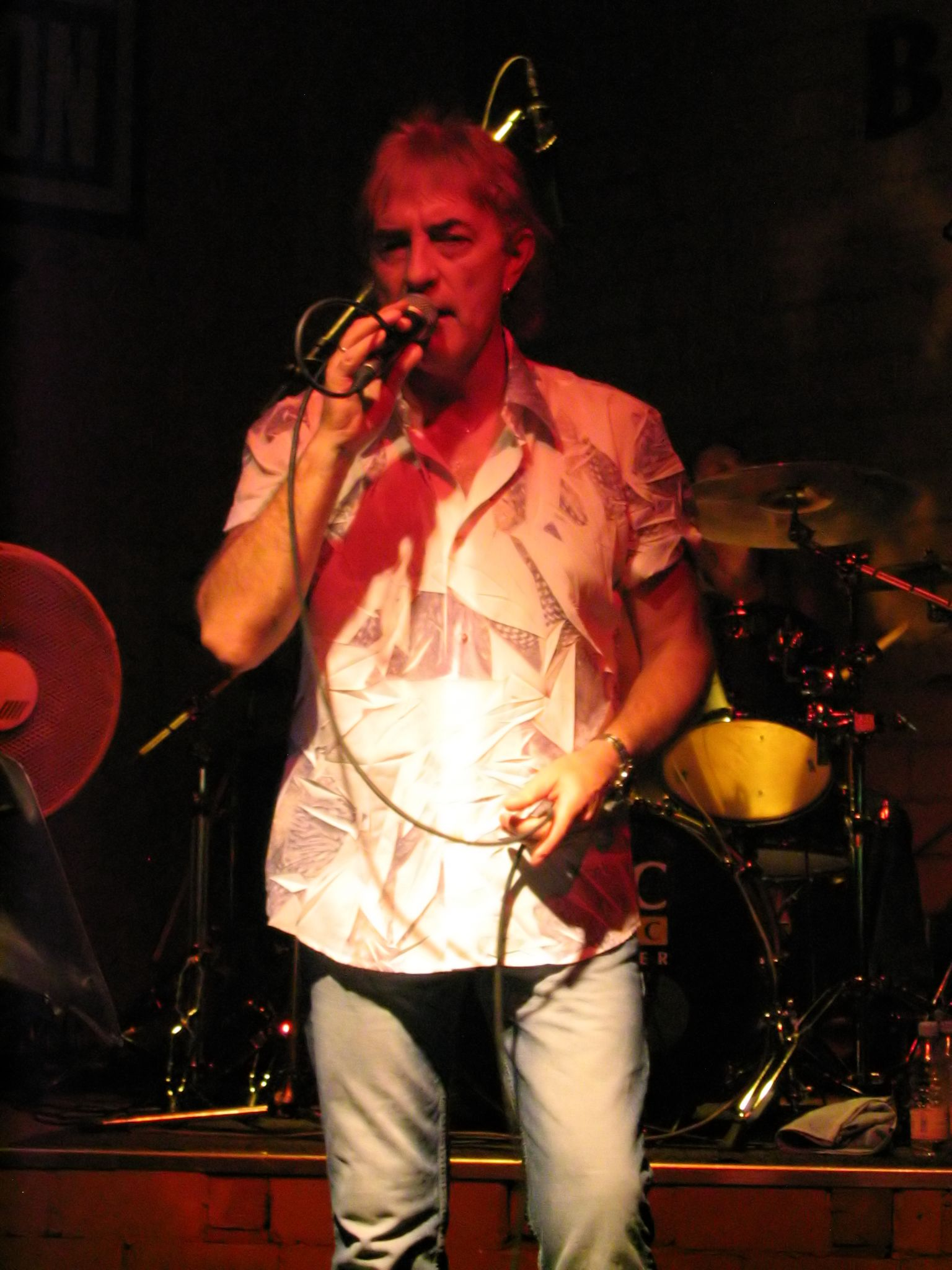
John Lawton (2003)

John Cooper Lawton (* 11. Juli 1946 in Halifax; † 29. Juni 2021) war ein britischer Rocksänger. Er wurde ab den 1970er Jahren für seine Arbeit mit Uriah Heep, The Les Humphries Singers und Lucifer’s Friend bekannt.

## Leben

### Anfänge
Lawton wurde 1946 im englischen Halifax geboren. Seine musikalische Karriere begann in North Shields, wo er in den frühen 1960ern mit der Band The Deans auftrat. Er wechselte zunächst zu West One und dann zu Stonewall, wo John Miles, Vic Malcolm (später Geordie) und Paul Thompson (später Roxy Music) Mitglieder waren. Als die Band 1969 ihr Engagement im Top Ten Club in Hamburg beendet hatte, beschloss Lawton, in Deutschland zu bleiben, nachdem er von Lucifer’s Friend das Angebot erhalten hatte, bei der Band als Sänger einzusteigen. Hier sang er von 1969 bis 1976, 1981/82 und ab 2014. Er sprach fließend Deutsch.
Ab den 1970er Jahren war er Mitglied der Les Humphries Singers. Hier war er bei vielen Titeln der Solosänger, so beispielsweise bei dem Hit Mama Loo aus dem Jahr 1973. 1975 nahm er an den Aufnahmen von Roger Glovers The Butterfly Ball teil. Er sang den Titel Little Chalk Blue und trat neben etlichen Musikern von Deep Purple bei dem einzigen Konzert des Projekts in der Londoner Royal Albert Hall auf.

### Klassische Uriah Heep – Phase (1976–1979)
1976 verließen Sänger David Byron und Bassist John Wetton fast zeitgleich Uriah Heep. Die Band wollte Byron nicht mit einem ähnlich klingenden Sänger ersetzen. Nachdem Roger Glover Ken Hensley Lawton vorschlug, rief dieser Lawton an und lud den Blues-geprägten Sänger zum Vorsingen ein. Eine Woche zuvor wurde bereits Trevor Bolder (Ex-David Bowie) als neuer Bassist verpflichtet. Lawton sang in London vor und hatte sich mit dem zuvor selbst gekauften Uriah Heep-Album The Best of vorbereitet. Zuerst erschien im Februar 1977 das Album Firefly, das bereits vor Lawtons Einstieg in die Band fertig geschrieben war. In November 1977 erschien das Album Innocent Victim. Das Album fiel poppiger aus als die Vorgängeralben mit Byron, enthielt jedoch mit Free 'n' Easy und Free Me zwei Songs, die zu Klassikern der Band wurden. Das Album Fallen Angel, dass 1978 erschien, war geprägt davon, den Erfolg der Single Free Me zu wiederholen. Es ist erneut fast ausschließlich poppig geschrieben. 1979 verließ er die Band nach internen Streitigkeiten (insbesondere zwischen ihm und Ken Hensley). Ein weiteres Album war bereits aufgenommen und wurde nie veröffentlicht. Lawton musste sich, trotz einiger Charterfolge, seine Rolle als Uriah Heep Sänger hart erarbeiten, da die Fans und das Umfeld der Band einen neuen Uriah Heep Sänger nur schwer akzeptieren konnten. Gleichzeitig waren Uriah Heep selbst in turbulenten Zeiten, die bis in die Mitte der 1980er Jahre andauerten. Nachdem Uriah Heep mehrere Sänger hatten und Byron schließlich verstarb, wird die Lawton-Zeit der Band heute deutlich positiver bewertet.

### Wiedervereinigungen mit Uriah Heep & späteres Leben
Als sein Nachfolger Bernie Shaw 1994 aus gesundheitlichen Gründen bei einer Afrikatournee aussetzen musste, ersetzte ihn Lawton bei einigen Konzerten in Südafrika. In den Folgejahren trat er wieder regelmäßig mit der Band auf, zu der er immer freundschaftlichen Kontakt gehabt hatte.
2001 veröffentlichte er mit Ken Hensley das Album The Return, mit dem sie zusammen als Hensley Lawton Band auftraten. Die meisten Songs darin stammen aus den gemeinsamen Zeiten bei Uriah Heep. Für dieses Projekt spielte auch das Uriah Heep-Gründungsmitglied Paul Newton Bass. Im Dezember 2001 standen Lawton und Hensley während der jährlichen Magician’s Birthday Party in London erstmals gemeinsam mit der damaligen Formation von Uriah Heep auf der Bühne. 2007 veröffentlichte Hensley seine Biografie Blood on the Highway – Part I auf CD. Hier wirkte Lawton als Gastsänger mit. 2009 spielte John Lawton mit Ken Hensley, Paul Newton und Lee Kerslake als Uriah Heep Legends. 2014 trat er mit Axel Rudi Pell auf dem Festival Bang Your Head in Balingen auf. Hierbei entstand die Live-DVD Magic Moments. Im selben Jahr kam es auch zu einer Reunion mit Lucifer’s Friend.
John Lawton starb im Juni 2021 im Alter von 74 Jahren unerwartet an einem Aneurysma. Er hinterließ seine Frau Iris und zwei erwachsene Kinder Natalia und Patrick. Im März 2022 verstreute seine Familie seine Asche in Kamen Brjag, wo jedes Jahr das July Morning gefeiert wird.

## Diskografie

### Mit Asterix (prä-Lucifer’s Friend)
- Asterix – 1970

### Mit Lucifer’s Friend
- Lucifer’s Friend – 1970
- Where the Groupies Killed the Blues – 1972
- I’m Just a Rock & Roll Singer – 1973
- Banquet – 1974
- Mind Exploding – 1976
- Mean Machine – 1981
- Sumo Grip – 1994
- Awakening – 2015
- Too late to Hate – 2016
- Black Moon – 2019

### Mit Les Humphries Singers
- We Are Goin’ Down Jordan – 1971
- Singing Detonation – 1971
- Old Man Moses – 1971
- Mexico – 1972
- Sound '73 – 1973
- Mama Loo (= La Onu Cantante) – 1973
- Live in Europe – 1973
- Carnival – 1973
- Sound '73/II – 1973
- The World Of – 1973
- Kansas City – 1974
- Sound '74 – 1974
- One of These Days – 1974
- Rock 'n Roll Party – 1974
- Amazing Grace & Gospeltrain – 1975
- Party on the Rocks – 1975

### Mit Uriah Heep
- Firefly – 1977
- Innocent Victim – 1977
- Fallen Angel – 1978
- Live in Europe 79 – 1986
- The Magician’s Birthday Party – 2002
- Magic Night – 2004
- Live On Air – 2010

### Soloalben
- Heartbeat (in Deutschland als Hardbeat erschienen) – 1980
- Still Paying My Dues to the Blues – 2000
- mit Steve Dunning: Steppin’ It Up – 2002
- Sting In The Tale (John Lawton Band) – 2003
- Shakin’ The Tale (John Lawton Band) Live – 2004

### Mit Rebel
- Stargazer – 1983

### Mit Zar
- Live Your Life Forever – 1990

### Mit Gunhill
- One Over the Eight – 1995
- Night Heat – 1997
- Live In Germany – 1999

### Mit The Hensley Lawton Band
- The Return – 2001

### Mit Ken Hensley (Soloprojekt)
- Ken Hensley – Blood on the Highway – 2007

### Mit OTR („On The Rocks“)
- Mamonama – 2008

### Mit Diana Express
- The Power Of Mind – 2012